# Charlie Hurley
Charles John "Charlie" Hurley (født 4. oktober 1936 i Cork, Irland, død 25. april 2024) var en irsk tidligere fodboldspiller (midterforsvarer) og -træner.
Hurley spillede hele sin karriere i England, hvor han repræsenterede henholdsvis Millwall, Sunderland og Bolton Wanderers.
For det irske landshold spillede Hurley 40 kampe i perioden 1954-1962.